# Karl Alfredy
Karl Alfredy (* 22. Jänner 1877 in Wien; † zwischen dem 1. Dezember 1944 und dem 6. Januar 1945 im KZ Theresienstadt; bürgerlich Alfred Kohn) war ein Kapellmeister und Komponist. Weitere Pseudonyme waren Carl Alfredy, Charles Alfredy und C. Alfredy.

## Leben und Wirken
Alfredy war jüdischer Abstammung. Nachrichten über ihn nach 1935 (aus diesem Jahre ist eine Photographie von ihm aus einer tschechischen Radiozeitung erhalten) fehlen ebenso wie sein genaues Todesdatum. Laut einem Eintrag im Sterberegister des Sonderstandesamtes Bad Arolsen vom 15. Januar 1952 starb Alfredy zwischen dem 1. Dezember 1944 und dem 6. Januar 1945 im KZ Theresienstadt.
Alfredy schrieb Unterhaltungsmusik unterschiedlicher Richtungen, z. B. auch für Werbung. Für die Firma Bergmann & Co. in Radebeul, Dresden und Zürich, Fabrikantin der „Steckenpferd“-Seife, komponierte er den Rheinländer Mein Steckenpferd, für das Unternehmen Teekanne das Java-Lied Ich laß mich gar zu gern (Tempo di Mazurka, Text und Musik von Karl Alfredy). Für die Cichorienfabrik Emil Seelig in Heilbronn am Neckar verfasste er das „Original-Lied“ Der beste Trunk – das war natürlich „Seeligs Kornkaffee“. Für das Strandbad am Wandlitzsee schrieb er 1932 den Werbesong Wenn ich am Wandlitzsee, dein schönes Antlitz seh’.
Für den Vortragskünstler Robert Steidl schrieb er als Charles Alfredy die Musik zu dessen Couplet Wer die Beine am schnellsten hebt, das dieser 1915/16 mit Pianobegleitung auf Grammophon 522 637 (Matr.Nr. 18 386 L) hinterlassen hat. Claire Waldoff sang sein Couplet Mädel, wenn die bösen Buben locken in der Saison 1921/22, welches auf Schallplatte Grammophon Gr 14 168 (Matr.Nr. 1259 ar) erhalten ist.
Als Charles Alfredy komponierte er 1912 auch die Musik zu der Operette Goldener Leichtsinn von Josef von Koblinski.
Schon in der Frühzeit des Mediums komponierte Alfredy für den Film. Alfredy hatte schon 1906 die Musik (Meißner Porzellan. Salon-Gavotte von C. Alfredi. Text von Leo Herzberg) zu Oskar Messters Tonbild Meißner Porzellan mit Rosa und Henny Porten geliefert. Vater Franz Porten führte Regie. Am 1. Jänner 1906 war die Uraufführung.
Von ihm gibt es einen Pola Negri-Boston aus der Zeit um 1919/20, als diese Schauspielerin aus Polen im deutschen Stummfilm aufzutreten begann. Er ist auf einer Schallplatte des Lindström-Konzerns, Marke Parlophon (Parl. P.1071 (Matr. Nr. 2-2589): Pola Negri – Boston (Karl Alfredy): Orchester Marek Weber) erhalten. Die Aufnahme datiert vom 16. Februar 1920. Eine weitere, möglicherweise frühere [ca. 1918?] Aufnahme existiert auf dem label Stern-Platte No. 5296.
Von Alfredy stammt die Musik zu der einzigen, 1919 in Deutschland nach dem Lloyd-Lachmann-Verfahren hergestellten Stummfilm-Operette mit dem Titel Das Kaviarmäuschen, Regie: Gerhard Dammann, Buch: Bruno Decker und Karl Alfredy, Produktion: Lloyd-Film GmbH Berlin. Die Operette wurde im April 1919 uraufgeführt. Es handelte sich dabei um einen sogenannten Sing-Film, bei dem die Aufführung live, also durch lebende Sänger und ein Orchester mit lebenden Musikern, im Kino begleitet wurde. Die Morgen-Ausgabe der Vossischen Zeitung vom 25. März 1919 schrieb dazu auf Seite 6: „Die Filmoperette der Herren Dr. Bruno Decker und Karl Alfredy Das Kaviarmäuschen ist eine mehr als übliche Operette, bei der ohne erkennbaren Beweggrund die Schauspieler oben auf der Leinwand den Mund aufmachen und unten im Orchester andere Leute singen. Daneben wird versucht, die Zensurfreiheit dadurch auszunutzen, daß man etwas länger als früher Mädchen zusehen darf, die sich umziehen.“
Der Titelschlager ist erhalten auf der Schallplatte POLYPHON 15 613 / 27 590 (mx. 60 ar) von 1919: Walzerlied Du mein süßes Caviarmäuschen von Karl Alfredy: Orchester mit Gesang.

### Lloyd-Lachmann-Verfahren
Das Lloyd-Lachmann-Verfahren ist benannt nach Julius Lachmann, dem Leiter der Lloyd-Film-Gesellschaft und Erfinder des Systems zur Synchronisation lebendiger Musiker und Sänger im Kino. Ein rautenförmiger Leuchtkörper, in der Kulisse des Lichtspielhauses aufgestellt, signalisierte dem Theaterkapellmeister die Einsätze durch Lichtblitze.

### Radioschlager
Als nach Einführung des öffentlichen Unterhaltungsrundfunks in Deutschland die Firma Telefunken 1927 ein preiswertes einfaches Empfangsgerät auf den Markt brachte, dichtete Alfredy auf die Melodie von Walter Kollo den Werbeschlager Arcolette dazu, der so hieß wie das Gerät: „Arcolette“. Die Kapelle von Bernard Etté nahm ihn im April 1927 bei Vox in Berlin auf; Alfredys Text sang der Tenor Max Kuttner vor.

## Werke
- Karl Alfredy; Leo Herzberg: Meissner Porzellan. Original-Kouplets im Gavottentempo. 4 Seiten. Dietrich, Leipzig circa 1900.
- C.[arl] Alfredy: Mein Steckenpferd. Rheinländer für mittlere Stimmlage. Gewidmet der Firma Bergmann & Co, Radebeul – Dresden, Zürich. 2 Seiten. Musik-Verlag Metropol, Berlin um 1905.[7]
- C. Alfredy: Winterzauber – Halbstein-Walzer. für die F.C. Heye Braunkohlenwerke, Annahütte (um 1910).
- C. Alfredy: Wer ohne Liebe, hat kein Herz. Gesungen im Theater Folies Caprice, Berlin von Frl. Anny Wilkens-Schulhoff (ca. 1910).
- Charles Alfredy: Der beste Trunk. Originallied. Gewidmet der Firma Emil Seelig A.G. Heilbronn a. N., 3 S., fol.: Musik Verlag Metropol [ca. 1910].
- Karl Alfredy (Text und Musik): Ich lass mich gar zu gerne. Javalied für Teekanne, 2 Notenseiten für Piano und Gesang, Musik Verlag Metropol, Charlottenburg II o. J. (ca.1920).[7]
- Charles Alfredy; Robert Steidl: Wer die Beine am schnellsten hebt. pf: Bruno Seidler-Winkler – Gramo/Zono 522 637 (mx. 18386 l) – Berlin, 1915/1916 (Franz Hampe).[11]
- Karl Alfredy: Wenn böse Buben locken. Polyphon-Orchester mit Gesang. Polyphon Record 30 941 / 2-27536 (Matrizennummer 1456 ar).[12]

Weitere Nummern